# Вильсе-сюр-Ма
Вильсе́-сюр-Ма (фр. Villecey-sur-Mad) — коммуна во французском департаменте Мёрт и Мозель, региона Лотарингия. Относится к  кантону Шамбле-Бюссьер.	

## География
Вильсе-сюр-Ма расположен в 21 км к западу от Меца и в 39 км к северо-западу от Нанси. Стоит на реке Рюп-де-Ма, левом притоке реки Мозель. Соседние коммуны: Вавиль на севере, Онвиль и Байонвиль-сюр-Ма на северо-востоке, Рамбекур-сюр-Ма на юго-западе, Сен-Жюльен-ле-Горз на западе.

## Демография
Население коммуны на 2010 год составляло 320 человек.
| 1962 | 1968 | 1975 | 1982 | 1990 | 1999 | 2010 |
| ---- | ---- | ---- | ---- | ---- | ---- | ---- |
| 217  | 199  | 162  | 199  | 209  | 248  | 320  |